# La Trahison dans la peau
La Trahison dans la peau (sous-titre : L'Empreinte de Bourne, titre original : The Bourne Betrayal) est un roman d'Eric Van Lustbader paru en 2007. Il s'agit du cinquième volet de Jason Bourne après La Mémoire dans la peau, La Mort dans la peau et La Vengeance dans la peau de Robert Ludlum, et La Peur dans la peau d'Eric Van Lustbader.

## Résumé
Lorsque Jason Bourne est informé que son ami Martin Lindros , directeur adjoint de la C.I.A. , a été enlevé , il décide de tout faire pour le retrouver . Car Lindros enquêtait en Ethiopie sur des activités nucléaires suspectes .
Bourne va devoir affronter des terroristes islamistes qui ont infiltrés les services secrets américains et programmés une attaque massive contre les Etats-Unis . Leur chef , qui a des comptes à régler avec Bourne , a prevu de se servir de lui pour mettre en œuvre son plan diabolique .

Une fois de plus , l'agent Jason Bourne est entrainé dans une aventure riche en suspense et en rebondissements . De Washington à Istanbul , en passant par Odessa , il traque les terroristes au péril de sa vie et , peut-être , va-t-il en apprendre un peu plus sur lui-même .